# Уттинское сельское муниципальное образование
Уттинское сельское муниципальное образование — сельское поселение в Яшкульском районе Калмыкии. Административный центр — посёлок Утта.

## География
Уттинское СМО расположено в центральной части Яшкульского района и граничит:
- на востоке - с Молодёжненским и Хулхутинским СМО;
- на юге - с Тавнгашунским СМО,
- на западе - с Яшкульским и Привольненским СМО,
- на севере - с Эрдниевским СМО Юстинского района.

Территория поселения расположена в пределах Прикаспийской низменности. Мезорельеф характеризуется наличием довольно высоких грив и широких низменных пространств между ними, относительные высоты бугров от 4 до 12 м, ширина 300-500 м. Встречаются массивы песков. Микрорельеф представлен в виде сусликовин, кочек, блюдцеобразными понижениями. Для Уттинского СМО характерно наличие солонцов и солончаковых понижений (саги, татары). Гидрографическая сеть СМО неразвита.

### Климат
Климат СМО резко континентальный с жарким и очень сухим летом и умеренно холодной и малоснежной зимой. Территория характеризуется значительным показателям суммарной солнечной радиации, выраженным годовым ходом температуры воздуха, небольшим количеством выпадающих осадков (среднегодовое количество - 251 мм). Малое количество осадков в сочетании с высокими температурами обусловливают сухость воздуха и почвы, а, следовательно, и большую повторяемость засух и суховеев. Общее число дней с суховеями составляет 100 - 120 дней
Почвы
Почвы формируются на молодых породах каспийской морской толщи и поэтому отличаются высокой остаточной засоленностью. Основной тип почв, распространённый на территории СМО - бурые полупустынные солонцеватые почвы, которые залегают, в основном, в комплексах с солонцами.

## Население
| 2002 | 2010 | 2011 | 2012 | 2013 | 2014 | 2015 |
| ---- | ---- | ---- | ---- | ---- | ---- | ---- |
| 914  | ↘789 | ↗792 | ↘769 | ↘755 | ↘735 | ↗740 |
| 2016 | 2017 | 2018 | 2019 | 2020 | 2021 |      |
| ↘728 | ↘683 | ↗688 | ↘675 | ↘659 | ↗752 |      |

По состоянию на 1 января 2012 г. численность населения Уттинского СМО составляла 806 человек. Максимальная численность населения отмечалась в преддверии 90-х, после чего неуклонно сокращалась. В течение последних лет численность населения стабилизировалась на уровне около 800 человек. По состоянию на 2012 г. в Уттинском СМО в трудоспособном возрасте находятся 483 чел. Дети в общей численности населения составили 25%, лица старше трудоспособного возраста - 15%.

### Национальный состав
Этнический состав разнообразен и представлен более 10 национальностями. Доминируют калмыки - 33%, казахи - 30,5%, и даргинцы - 13%.

## Состав сельского поселения
| № | Населённый пункт | Тип населённого пункта          | Население |
| - | ---------------- | ------------------------------- | --------- |
| 1 | Утта             | посёлок, административный центр | ↗752      |

## Экономика
Сельскохозяйственное производство занимает ведущее место в экономике Уттинского СМО. В аграрном секторе преобладает животноводство. В поселении функционирует СПК "Харахусовский", 44 ЛПХ и 46 КХФ.

## Транспортная инфраструктура
Территорию поселения пересекает федеральная автодорога Р216 (Астрахань - Элиста - Ставрополь).